# Mary Kok

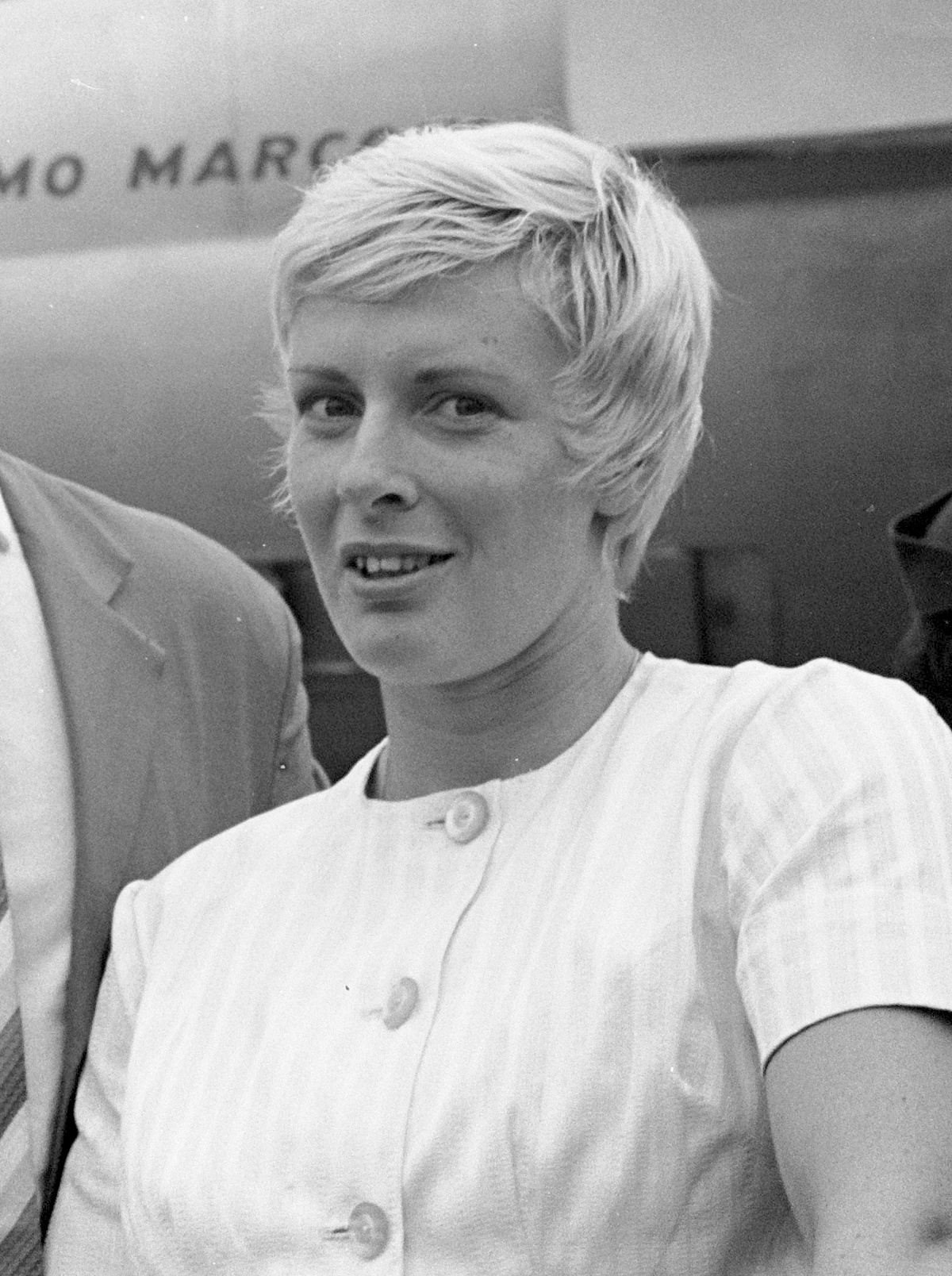
Mary Kok (1961)

Mary Kok (* 1940 in Hilversum) ist eine ehemalige niederländische Schwimmerin. Sie stellte in den 1950er Jahren mehrere Weltrekorde auf.

## Karriere
Mary Kok vom Schwimmclub De Robben aus Hilversum war 1954 niederländische Meisterin über 1500 Meter Freistil und 1958 über 400 Meter Freistil. Sie wurde von Jan Stender trainiert.
Im März 1955 stellte Mary Kok einen Weltrekord über 400 Meter Lagen auf, den die Ungarin Éva Székely im Juli 1955 verbesserte. Im April 1955 gelang Mary Kok ein Weltrekord über 100 Meter Schmetterling, der nach drei Monaten von ihrer Landsfrau Atie Voorbij unterboten wurde. Mary Kok verbesserte 1955 außerdem mehrere Weltrekorde auf Yard-Strecken. Für ihre Weltrekorde wurde Mary Kok 1955 in den Niederlanden zur Sportlerin des Jahres gewählt. Von 1951 bis 1958 wurde bei dieser Wahl nur eine Person geehrt. In diesen acht Jahren wurden mit Geertje Wielema 1954 und Mary Kok 1955 nur zwei Frauen gewählt. Ab 1959 wurde jeweils eine Sportlerin des Jahres und ein Sportler des Jahres ausgezeichnet.
1956 sollte Mary Kok bei den Olympischen Spielen in Melbourne antreten, wegen des Olympiaboykotts der Niederlande blieb ihr dies versagt. Dass sie in Form war, bewies sie im Dezember 1956 mit einem weiteren Weltrekord über 400 Meter Lagen. Ihren letzten Weltrekord stellte Mary Kok 1957 über 800 Meter Freistil auf.
Mary Kok nahm nie an Olympischen Spielen teil und wurde bei den Schwimmeuropameisterschaften 1954 und 1958 nur als Ersatzschwimmerin nominiert. Nach 1958 wechselte Mary Kok zu den Freiwasserschwimmern. 1960 durchschwamm sie als erste Niederländerin den Ärmelkanal. Nach ihrer aktiven Laufbahn arbeitete Mary Kok als Schwimmlehrerin.
Im Boykottjahr 1980 wurde Mary Kok in die International Swimming Hall of Fame aufgenommen. Mary Kok ist nicht verwandt mit Ada Kok, die seit 1976 Mitglied der International Swimming Hall of Fame ist.